# Celeste Costantino
Celestina Costantino (Melito di Porto Salvo, 29 maggio 1979) è un'attivista e politica italiana.
Nel suo impegno politico si è occupata di diritti, antimafia e tematiche di genere.

## Biografia
Laureata in filosofia all'Università della Calabria, con un master in mediazione culturale conseguito all'Università di Roma Tre, è stata portavoce dell'associazione antimafia "daSud".

## Attività politica
Inizia il percorso politico dentro i Giovani comunisti di Rifondazione Comunista di Reggio Calabria e nel 1998 è eletta segretaria provinciale. A 20 anni è entrata a far parte del Comitato politico nazionale di Rifondazione comunista: la più giovane componente dell'organismo del partito. In quegli anni, in Calabria, è stata consigliera alle Pari opportunità del Comune di Reggio Calabria e capostruttura all'assessorato regionale Lavoro e alle Politiche sociali. Contemporaneamente è anche coordinatrice regionale dei Giovani Comunisti della Calabria. Al congresso del PRC del 2005 si schiera con la mozione "Essere comunisti" di Claudio Grassi; successivamente si avvicina invece alle posizioni della maggioranza di Fausto Bertinotti. 
Nel 2006 si trasferisce stabilmente a Roma ed è eletta nella segreteria nazionale dei GC: un'esperienza che dura fino a inizio 2009, quando compie la scelta di abbandonare Rifondazione Comunista per fondare, con Nichi Vendola, “Sinistra e Libertà”, successivamente Sinistra Ecologia Libertà. È stata membro dell'Assemblea nazionale del partito fin dalla sua nascita. È stata coordinatrice della campagna elettorale a Genova di Marco Doria (eletto poi sindaco).
Da giugno 2012 a gennaio 2013 è stata segretaria provinciale di SEL a Palermo.
Candidata alle elezioni politiche del 24 e 25 febbraio 2013 con SEL, è risultata eletta deputata nella circoscrizione Piemonte 1.  Fa parte della Commissione Cultura, Scienza e Istruzione della Camera dei Deputati ed è segretaria della delegazione italiana al Consiglio d'Europa. Dopo lo scioglimento di SEL nel febbraio 2017, aderisce a Sinistra Italiana.
È candidata alle elezioni politiche del 4 marzo 2018 con Liberi e Uguali in Abruzzo, ma non viene rieletta. Nell'aprile successivo, durante l'assemblea nazionale di Sinistra Italiana, annuncia di voler sospendere la propria attività di direzione politica.
Nel settembre 2019 rende noto di volersi avvicinare al Partito Democratico.

### Movimenti
Si è impegnata al fianco di movimenti e associazioni. Prima fra tutte daSud, associazione antimafie nata nel 2005, di cui è stata portavoce fino al 2012. Ha approfondito il fenomeno sociale del femminicidio, scrivendo saggi e organizzando campagne di sensibilizzazione, eventi e workshop sulla violenza sulle donne. Si è inoltre occupata di lotta per il diritto all'abitare lavorando per un anno come operatrice sociale in uno sportello municipale di Roma grazie al movimento di lotta per la casa Action – diritti in movimento. Sempre insieme ad Action e a daSud ha aperto la vertenza nazionale sui migranti di Rosarno e ha dato vita al dossier Arance insanguinate (2010), in cui si denuncia lo sfruttamento dei lavoratori africani e la presenza della 'ndrangheta nelle campagne calabresi. Ha scritto la prefazione del libro Sdisonorate – Le mafie uccidono le donne (2012) e sceneggiato la graphic novel Roberta Lanzino. Ragazza (2012), libro a fumetti su un caso di femminicidio, una storia di violenza e di 'ndrangheta. Ha fondato il collettivo Donne daSud, nato all'interno dell'associazione antimafie, la rete Ragazze interrotte di Sinistra Ecologia e Libertà e il laboratorio politico Tilt con al centro del suo impegno la lotta alla precarietà, il tema del reddito e del welfare per le giovani generazioni. 

### Proposte
Impegnata sul tema della violenza di genere e contro gli attacchi alla cosiddetta teoria del gender, Celeste Costantino ha lanciato nel 2013 l'idea di un'ora di educazione sentimentale a scuola con una proposta di legge dei deputati Di Salvo, Nicchi, Pellegrino, Melilla, Pannarale, Piazzoni, Duranti, Ricciatti, oltre a lei stessa. Il 27 giugno 2016, con oltre due anni di ritardo, la proposta di legge ha iniziato l'iter parlamentare.

### Vita privata
Dal 30 dicembre 2016 è sposata con il giornalista e scrittore Danilo Chirico. La coppia ha una figlia .